# Poseidon (Europa-Park)
Pour les articles homonymes, voir Poséidon (homonymie).
Poseidon est un parcours de montagnes russes aquatiques d'Europa-Park, en Allemagne. La plus grande partie du circuit se fait dans l'eau. Il est apparu dans le parc en 2000 et se situe dans le quartier grec. La file d'attente se fait dans une reproduction du palais de Cnossos.

## Caractéristiques
- Hauteur maximale : 24 mètres
- Vitesse maximale : 70 km/h
- Capacité : 1 600 pers./h
- Nombre de bateaux : 22
- Personnes par bateaux : 8 (4x2)
- Longueur du parcours : 836 mètres
- Durée : 4 minutes
- Superficie au sol : plus de 10 000 m2

## Le parcours
Après avoir traversé un temple grec, le passager arrive devant les ruines d'une ville engloutie. Le bateau se faufile sous une arche rocailleuse, passe devant la barque d'Ulysse échouée sur la plage. Le voyage continue jusqu'aux abords du cheval de Troie, où se trouve aussi un animatronique du poète Homère. Là, l‘embarcation est hissée hors de l'eau. Durant la descente, elle est composée d'une suite de 3 virages de 180° puis d'un virage en S. Avant de plonger dans l'eau, l'embarcation passe sous le cheval de Troie et un pont de la file d'attente.
Ensuite, le bateau effectue une promenade sur le lac en longeant le temple d'Olympie. Devant la flamme éternelle, l'embarcation effectue un virage à 180°. Plus loin, les rails sortent de l‘eau et hissent l'embarcation en hauteur. Arrivé au sommet le bateau prend un virage en demi-cercle. Puis c'est une descente vertigineuse de 24 mètres de haut qui le plonge dans le lac, en passant sous terre. 

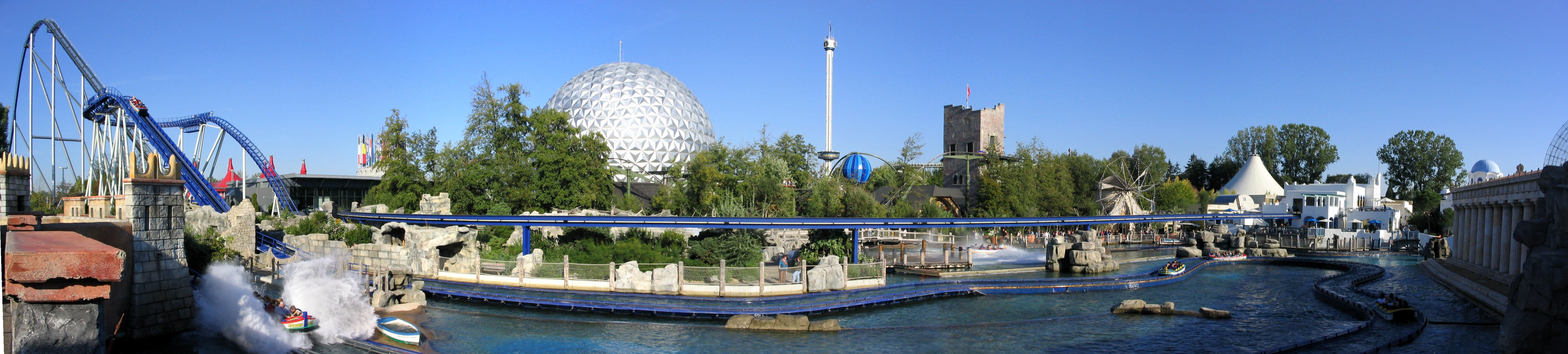
Vue panoramique de l'attraction Poseidon.